# Dermestes nidum
Dermestes nidum es una especie de escarabajo de piel del género Dermestes, tribu Dermestini, subfamilia Dermestinae. Fue descrita por Arrow en 1915.

## Descripción
Mide 7,5-9 mm de longitud.

## Distribución y hábitat
Se distribuye por Canadá, Estados Unidos, México, Corea del Norte, Rusia (Siberia) y China. Suele encontrarse en nidos de pájaros.